# Vervsjön
Vervsjön är en sjö i Malung-Sälens kommun i Dalarna och ingår i Dalälvens huvudavrinningsområde. Sjön har en area på 0,149 kvadratkilometer och ligger 467 meter över havet. Sjön avvattnas av vattendraget Vervan. Vid provfiske har abborre, gädda och mört fångats i sjön.

## Delavrinningsområde
Vervsjön ingår i det delavrinningsområde (680132-136582) som SMHI kallar för Ovan Storkölbäcken. Medelhöjden är 469 meter över havet och ytan är 3,83 kvadratkilometer. Det finns inga avrinningsområden uppströms utan avrinningsområdet är högsta punkten. Vervan som avvattnar avrinningsområdet har biflödesordning 5, vilket innebär att vattnet flödar genom totalt 5 vattendrag innan det når havet efter 478 kilometer. Avrinningsområdet består mestadels av skog (26 procent) och sankmarker (63 procent). Avrinningsområdet har 0,15 kvadratkilometer vattenytor vilket ger det en sjöprocent på 3,9 procent.